# Sielec (powiat płoński)
Sielec – wieś sołecka w Polsce położona w województwie mazowieckim, w powiecie płońskim, w gminie Czerwińsk nad Wisłą.
Do 1954 roku istniała gmina Sielec. W latach 1975–1998 miejscowość należała administracyjnie do województwa płockiego.